# Tina Råborg
Elsa Christina (Tina) Råborg, född 5 mars 1972 i Raus församling, är en svensk skådespelare.
Råborg är uppvuxen på Råå söder om Helsingborg där hon som barn började spela teater bland annat i Nöjesteatern. Råborg gick Teaterhögskolan i Stockholm 1996–2000 och har sedan bland annat arbetat på Stockholms stadsteater.

## Filmografi
- 1996 – Mysteriet på Greveholm (TV-serie)
- 1997 – i!, SVT
- 2006 – Itzhaks julevangelium, SVT
- 2007 – Humorlabbet, SVT
- 2007 – Hjärtrud - kvinnan i ditt liv
- 2009 – Mannen under trappan
- 2013 – Det hände i Sköndal
- 2014 – Hallåhallå
- 2018 – Morden i Sandhamn  (TV-serie)

## Teater

### Roller (ej komplett)
| År   | Roll                 | Produktion                                  | Regi                 | Teater                 |
| ---- | -------------------- | ------------------------------------------- | -------------------- | ---------------------- |
| 2006 | Helena               | En midsommarnattsdröm William Shakespeare   | Alexander Mørk-Eidem | Stockholms stadsteater |
| 2006 | Vivan Hairsprayqueen | Jösses flickor – Återkomsten Malin Axelsson | Maria Löfgren        | Stockholms stadsteater |
| 2008 | Konstapel O'Hara     | Arsenik och gamla spetsar Joseph Kesselring | Eva Dahlman          | Stockholms stadsteater |
| 2009 | Elsie                | Sista dansen Carin Mannheimer               | Malin Stenberg       | Stockholms stadsteater |